# Překlenovací úvěr stavební spořitelny
Překlenovací úvěr stavební spořitelny slouží k překlenutí doby do získání úvěru ze stavebního spoření. Základním úvěrovým produktem stavební spořitelny je úvěr ze stavebního spoření, který má pevnou a nízkou úrokovou sazbu. Úvěr ze stavebního spoření je však možno získat nejdříve dva roky po uzavření smlouvy o stavebním spoření. Klientům, kteří potřebují financovat bydlení dříve, proto stavební spořitelny poskytují překlenovací úvěry. 

## Vlastnosti překlenovacího úvěru stavební spořitelny
Překlenovací úvěr stavební spořitelny může být poskytnut nejdříve po uzavření smlouvy o stavebním spoření a je s touto smlouvou pevně svázán. Slouží k překlenutí doby do poskytnutí úvěru ze stavebního spoření. Existuje tedy souběžně s účtem stavebního spoření. Obvykle není umořován, klient platí pouze měsíční úrok. Proto výše překlenovacího úvěru zůstává neměnná. Souběžně s platbami úroků však klient spoří na svůj účet stavebního spoření, a tím si vytváří předpoklady pro získání úvěru ze stavebního spoření. Překlenovací úvěr je splacen v okamžiku, kdy klientovi vznikne nárok na úvěr ze stavebního spoření. V tomto okamžiku je překlenovací úvěr jednorázově splacen částkou naspořenou na účtu stavebního spoření a úvěrem ze stavebního spoření.
Naspořená částka společně s úvěrem ze stavebního spoření tvoří cílovou částku. Proto nesmí výše překlenovacího úvěru překročit cílovou částku smlouvy o stavebním spoření (překlenovací úvěr je splacen cílovou částkou, vyšší překlenovací úvěr by nebylo možno zcela splatit).
Na rozdíl od úvěru ze stavebního spoření není u překlenovacího úvěru úroková sazba nijak regulovaná. Úroková sazba překlenovacího úvěru může být sjednána jako pevná po celou dobu splatnosti, nebo může být fixovaná na určitou dobu, podobně jako je tomu u hypotečního úvěru.

## Typy překlenovacích úvěrů
Překlenovací úvěry byly převzaty z německého modelu stavebního spoření a v počátcích se od tohoto vzoru nelišily. S postupem času však začaly české stavební spořitelny využívat slabšího dohledu regulátora a začaly nabízet upravené varianty překlenovacích úvěrů, které potlačují původní charakter stavebního spoření a umožňují řídit stavební spořitelnu jako klasickou banku. 

### Klasický překlenovací úvěr
Klasický překlenovací odpovídá německému modelu stavebního spoření, úvěr nijak neovlivňuje související smlouvu o stavebním spoření. Smlouva o stavebním spoření tedy zůstává v platnosti beze změny, překlenovací úvěr ji neovlivňuje. Po přidělení cílové částky a splacení překlenovacího úvěru je úvěr ze stavebního spoření splácen podle smlouvy o stavebním spoření.

### Překlenovací úvěr s konstantními platbami
Ve fázi překlenovacího úvěru klient platí úrok z překlenovacího úvěru a zároveň spoří. Po přidělení cílové částky a splacení překlenovacího úvěru klient splácí úvěr ze stavebního spoření. U překlenovacího úvěru s konstantními platbami jsou podmínky nastaveny tak, aby dlužník platil po celou dobu splatnosti stejnou (konstantní) platbu. Měsíční zatížení klienta ve fázi překlenovacího úvěru je tak shodné s platbami ve fázi úvěru ze stavebního spoření. To přirozeně platí za předpokladu, že nedojde ke změně úrokové sazby překlenovacího úvěru. 
Překlenovací úvěr s konstantními platbami tak musí zasahovat do výše splátky úvěru ze stavebního spoření. Na rozdíl od klasického překlenovacího úvěru tak překlenovací úvěr ovlivňuje smlouvu o stavebním spoření.

### Překlenovací úvěr se zvýšenými úrokovými sazbami
Překlenovací úvěr se zvýšenými úrokovými sazbami je charakteristický tím, že k němu související smlouva o stavebním spoření
- má vyšší než obvyklé úrokové sazby (z úvěru ze stavebního spoření i z vkladů), přičemž
- takto vysoké úrokové sazby nejsou sjednávány s klienty, kteří nežádají o překlenovací úvěr,
- úrokové výnosy z vkladů jsou různými způsoby omezovány (krátká čekací doba na přidělení úvěru ze stavebního spoření, omezení vkladů na účet stavebního spoření), a
- někdy je s klientem sjednána sleva na úrokovou sazbu úvěru ze stavebního spoření.

Tímto způsobem získávají stavební spořitelny volnost při sjednávání úrokové sazby úvěru ze stavebního spoření. Úrokovou sazbu úvěru ze stavebního spoření sjednají dostatečně vysokou a to podle tržních podmínek. Úroková sazba z vkladů na účtu stavebního spoření musí být proto poměrně vysoká, smí být nižší nejvýše o tři procentní body. Proto je u těchto překlenovacích úvěrů spoření klientů omezeno. Čekací doba na úvěr ze stavebního spoření je minimum (dva roky), různými způsoby je také omezována možnost klientů spořit (aby úročená částky nebyla příliš vysoká).

### Splácený překlenovací úvěr
Splácený překlenovací úvěr je variantou překlenovacího úvěru se zvýšenými úrokovými sazbami. Podmínky jsou doplněny tím, že je překlenovací úvěr splácen (umořován). Stavební spořitelna směruje většinu prostředků klienta na splácení překlenovacího úvěru a vklady na účet stavebního spořen jsou tak omezeny na nutné minimum. Tím stavební spořitelna omezí náklady na úroky z vkladů, které jsou nepříjemné díky vysoké úrokové sazbě z vkladů.

## Výhody a nevýhody překlenovacích úvěrů
Překlenovací úvěry jsou často předmětem kritiky. Zejména bývá poukazováno na skutečnost, že v první fázi je klient vůči stavební spořitelně v roli dlužníka (čerpá překlenovací úvěr) i věřitele (má u stavební spořitelny vklady na účtu stavebního spoření). To bývá chybně interpretováno tak, že klient "platí úroky i z vlastních vkladů". K tomu bývá dodáváno, že překlenovací úvěr navíc není průběžně umořován.
Skutečnou nevýhodou je však složitost překlenovacího úvěru a obtížný výpočet nákladů pro klienta (například formou RPSN). Protože je překlenovací úvěr neoddělitelně spjat se smlouvou o stavebním spoření, je k vyhodnocení nákladů na úvěr nutné do výpočtu zahrnout nejen úrokovou sazbu překlenovacího úvěru, ale také úrokovou sazbu následného úvěru ze stavebního spoření a sazbu, kterou jsou úročeny vklady na účtu stavebního spoření. Důležitou roli ve výpočtu hrají také podmínky pro získání (přidělení) úvěru ze stavebního spoření.
Při korektním výpočtu RPSN vychází, že překlenovací úvěry jsou nákladově srovnatelné s jinými bankovními úvěry. Jejich nákladová výhodnost či nevýhodnost nevychází z podstaty překlenovacího úvěru, ale z konkrétního nastavení úrokových sazeb.
Jednoznačnou výhodou překlenovacích úvěrů ve srovnání s hypotékami je větší úroková stabilita. Samotný překlenovací úvěr (trvající do přidělení úvěru ze stavebního spoření) má tržní úrokovou sazbu, která může být pevná na omezenou dobu, podobně jako je tomu u hypotéky. Ale po přidělení přechází překlenovací úvěr na úvěr ze stavebního spoření, který má pevnou úrokovou sazbu. V této fázi tedy dlužníkovi nehrozí zvýšení úrokové sazby.
Tato jistota pevné úrokové sazby je však významně omezena u překlenovacích úvěrů se zvýšenými úrokovými sazbami.

## Definice a označení
Zákon 96/1993 Sb. o stavebním spoření stavebním spořitelnám povoluje poskytování překlenovacích úvěrů v § 5 odst. 5, nicméně samotný pojem překlenovací úvěr v zákoně nenajdeme. Označení překlenovací úvěr je velmi obecné a nevztahuje se pouze na překlenovací úvěry stavebních spořitelen. Nicméně díky skutečnosti, že stavební spořitelny poskytují takových úvěrů velké množství, se pojem překlenovací úvěr obvykle vykládá jako překlenovací úvěr stavební spořitelny.
Označení překlenovací úvěr také odpovídá překladu německému pojmu Zwischendarlehen a používá jej většina stavebních spořitelen v České republice. Pouze ČSOB Stavební spořitelna namísto pojmu překlenovací úvěr používá pojem meziúvěr.